# Nokia 2760
O Nokia 2760 é um celular flip (dobrável) lançado pela Nokia em 2007 e construído na Hungria. Funciona nas frequências Dual-band GSM 900/1800 ou 850/1900 (suporta EDGE).